# Xã Fairbanks, Michigan
Xã Fairbanks (tiếng Anh: Fairbanks Township) là một xã thuộc quận Delta, tiểu bang Michigan, Hoa Kỳ. Năm 2010, dân số của xã này là 281 người.